# Надија Смаилбеговић
Надија Смаилбеговић (Нови Пазар, 5. април 2001) српска је кошаркашица. Игра на позицији бека.
У каријери је наступала за ЖКК Краљево, ЖКК Нови Пазар, Вашаш Академију и Печуј из Мађарске.
Уврштена је у састав репрезентације Србије за Олимпијске игре 2024. године у Паризу. Србија је стигла до четвртфинала, где је поражена од Аустралије.